# Astrotite
Astrotite（アストロティテ）は アーカイブ、データ圧縮と暗号理論ツールである。

## 概要
- AstrotiteはWinZipまたはWinRarと同じ圧縮比だが、マルチプロセッサのコンピュータを大量に使用しているため、圧縮や解凍の速度は数倍早い[要出典]。
- Astrotiteは自動的に、またはパスワードを使ってデータファイルを暗号化する。
- AstrotiteはAFAファイル内に隠しファイルを保存することができる。正しいパスワードがなければ、ファイルが存在するかどうか知ることができない。
- AstrotiteはRAR、ZIP、TAR、CAB、ISO、BZ2とGZファイルを解凍できる。
- Astrotiteは別のコンピュータから同じデータを圧縮すれば、AFAファイルは同じハッシュのファイルになる。
- Rathizadorを使い、データをオフライン状態で修復できる。
- AstroA2Pを使い、データをオンライン状態で修復できる。
- AstroDestructorを使い、データを完全消去できる。

## 対応拡張子
- AFA・ZIPの圧縮と解凍。
- RAR・ZIP・CAB・ISO・TAR・BZ2・GZ・TAR.GZの解凍。

## バージョンヒストリー
以下が、バージョン情報の概要である。 バージョン1.00bは2005年7月5日にリリースされた。
- バージョン2.00     　新たに、AST2アーカイブ形式を実装する。 旧バージョンでは、この新しい形式で圧縮されたアーカイブを展開できない。
- バージョン3.10     　Windows XP をサポート。
- バージョン200X v1.0　Windows 7 をサポート。新たに、AFAアーカイブ形式を実装する。 旧バージョンでは、この新しい形式で圧縮されたアーカイブを展開できない。
- バージョン200X v1.2　RAR・ZIPをサポート。
- バージョン200X v1.3　Linux をサポート。TARをサポート。
- バージョン200X v1.4　TAR.GZ・BZ2・GZをサポート。
- バージョン200X v1.8　Linux64ビット をサポート。
- バージョン200X v2.0　CAB・ISOの解凍をサポート、ZIPの圧縮をサポート。 Mac OS X をサポート。